# Bürgermeisterei Flammersfeld

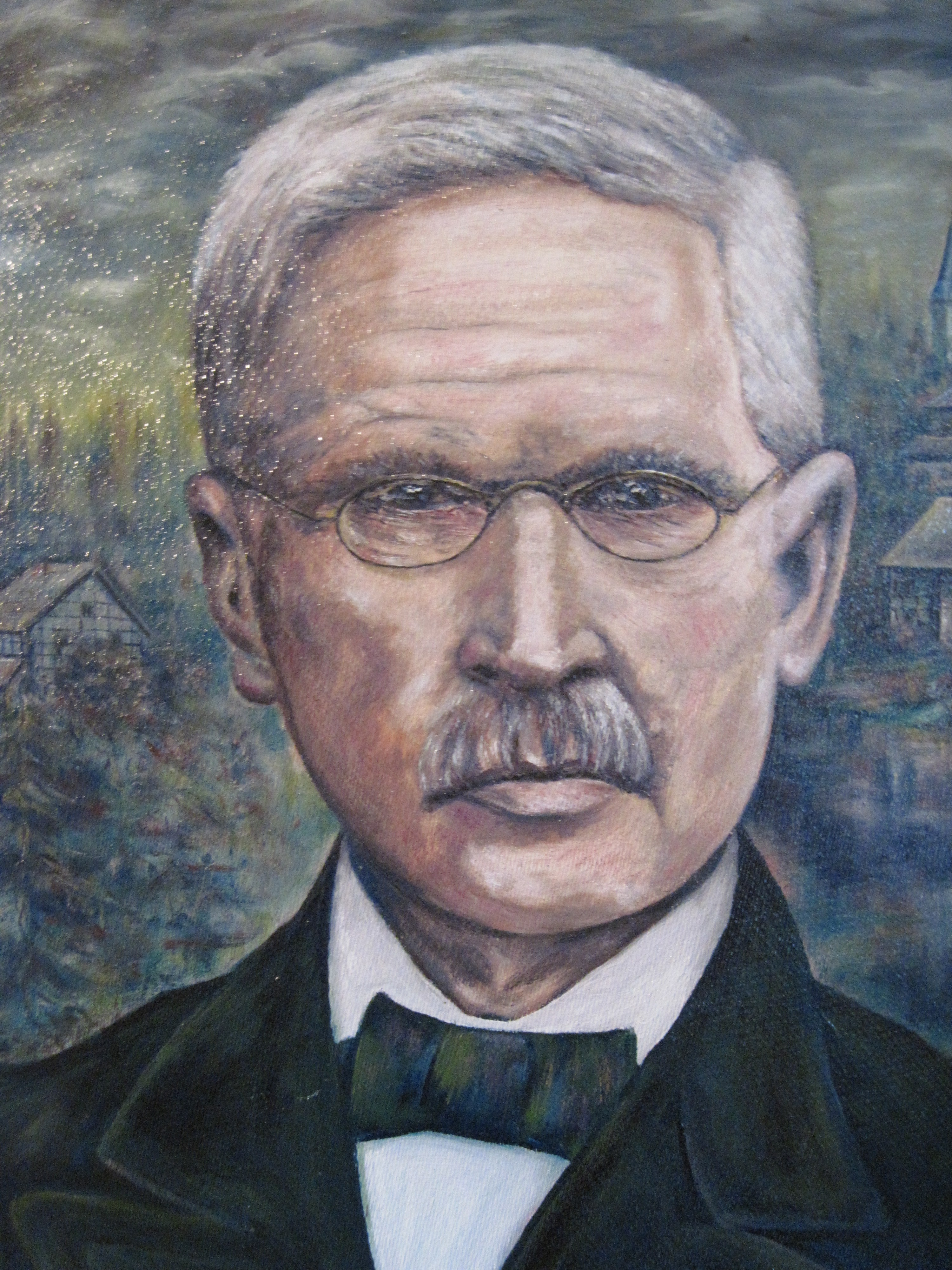
Friedrich Wilhelm Raiffeisen, 1848 bis 1852 Bürgermeister in Flammersfeld

Die Bürgermeisterei Flammersfeld war eine der neun preußischen Bürgermeistereien, in welche sich der 1816 gebildete Kreis Altenkirchen im Regierungsbezirk Coblenz verwaltungsmäßig gliederte. Zur Bürgermeisterei gehörten 33 Gemeinden, in denen 1817 insgesamt 3.366 Einwohner lebten. Von 1848 bis 1852 war Friedrich Wilhelm Raiffeisen hier als Bürgermeister tätig. Die Bürgermeisterei wurde 1927 in Amt Flammersfeld umbenannt.

## Gemeinden
Nach Statistiken aus den Jahren 1843 und 1861 gehörten die folgenden Gemeinden zur Bürgermeisterei, die Schreibweise wurde auf die heutige Form angepasst, die Gliederung entspricht der vorherigen territorialen Zuordnung:
Ursprünglich zum Kirchspiel Flammersfeld in der Grafschaft Sayn-Hachenburg gehörend
- Ahlbach (heute Ortsteil von Flammersfeld)
- Eichen mit dem Weiler Gollershoben
- Flammersfeld, Kirchdorf mit dem Weiler Huben
- Kescheid mit den Weilern Hardt und Püscheid
- Orfgen mit den Weilern Hahn, Ziegenhahn und Berg
- Reiferscheid mit dem Weiler Krämgen
- Rott mit den Weilern Kaffroth, Dasbach und Heckenhahn sowie zwei Höfen (Dasbach und Heckenhahn sind heute Ortsteile von Asbach)
- Schürdt
- Seelbach
- Strickhausen mit einer Mühle (heute Ortsteil von Berzhausen)
- Walterschen

Ursprünglich zum Kirchspiel Schöneberg in der Grafschaft Sayn-Hachenburg gehörend
- Berzhausen
- Bettgenhausen (heute Ortsteil von Seelbach)
- Neiterschen mit dem Weiler Kahlhardt (heute Ortsteile von Neitersen)
- Niederähren (heute Ortsteil von Seifen)
- Obernau
- Schöneberg, Kirchdorf
- Seifen

Ursprünglich zum Kirchspiel Horhausen im Kurfürstentum Trier gehörend
- Bürdenbach mit dem Hof Bruch und dem Zechenhaus Louise
- Güllesheim
- Horhausen, Kirchdorf mit dem Zechenhaus Gabel
- Huf (heute Ortsteil von Horhausen)
- Krunkel
- Luchert mit der Friedrich-Wilhelm-Zeche (heute Ortsteil von Horhausen)
- Niedersteinebach
- Pleckhausen mit einer Mühle
- Willroth mit dem Zechenhaus Georg

Ursprünglich zum Kirchspiel Peterslahr im Kurfürstentum Trier gehörend
- Epgert (heute Ortsteil von Krunkel)
- Eulenberg mit der Hütte „Altehütte“
- Obersteinebach mit den Höfen Marhühnerhof (Mahrhähn) und Heiderhof
- Peterslahr, Kirchdorf

Ursprünglich zum Kirchspiel Oberlahr im Kurfürstentum Köln gehörend
- Burglahr mit dem Weiler Heckerfeld und dem Lusthof
- Oberlahr, Kirchdorf

## Geschichte
Die von der Bürgermeisterei verwalteten Ortschaften gehörten bis zum Ende des 18. bzw. Anfang des 19. Jahrhunderts zur Grafschaft Sayn-Hachenburg (1799) sowie zu den Kurfürstentümern Trier (1803) und Köln (1803).
Sayn-Hachenburg kam aufgrund einer Erbfolge 1799 zum Fürstentum Nassau-Weilburg, das 1806 mit dem Fürstentum Nassau-Usingen zum Herzogtum Nassau vereinigt wurde. Die saynischen Kirchspiele Flammersfeld und Schöneberg gehörten der Reformierten Kirche an.
Die vorher kurtrierischen Kirchspiele Horhausen und Peterslahr wurden 1803 auf der Grundlage des Reichsdeputationshauptschlusses dem Fürstentum Nassau-Weilburg und das vorher kurkölnische Kirchspiel Oberlahr, auch Herrschaft Lahr genannt, dem Fürstentum Wied-Runkel zugesprochen. Im Zusammenhang mit der Gründung des Rheinbundes kam 1806 auch dieses Gebiet ebenfalls an das Herzogtum Nassau. Die Kirchspiele Horhausen, Peterslahr und Oberlahr gehörten von alters her der katholischen Kirche an.
Das gesamte Gebiet wurde 1815 auf dem Wiener Kongress sowie aufgrund eines zwischen Nassau und Preußen abgeschlossenen Vertrages dem Königreich Preußen zugeordnet.
|          | Kirchspiele Flammersfeld, Schöneberg | Kirchspiele Horhausen, Peterslahr | Kirchspiel Oberlahr    |
| bis 1799 | Grafschaft Sayn-Hachenburg           | Kurfürstentum Trier               | Kurfürstentum Köln     |
| 1799     | Fürstentum Nassau-Weilburg           | Kurfürstentum Trier               | Kurfürstentum Köln     |
| 1803     | Fürstentum Nassau-Weilburg           | Fürstentum Nassau-Weilburg        | Fürstentum Wied-Runkel |
| 1806     | Herzogtum Nassau                     | Herzogtum Nassau                  | Herzogtum Nassau       |
| 1815     | Königreich Preußen                   | Königreich Preußen                | Königreich Preußen     |

Unter der preußischen Verwaltung wurde 1816 der Kreis Altenkirchen im Regierungsbezirk Coblenz neu geschaffen, der sich in neun Bürgermeistereien gliederte. Die Bürgermeisterei Flammersfeld wurde, so wie alle Bürgermeistereien in der Rheinprovinz, 1927 in „Amt Flammersfeld“ umbenannt. Aus diesem entstand 1968 die Verbandsgemeinde Flammersfeld.
In den Jahren von 1848 bis 1852 war Friedrich Wilhelm Raiffeisen in Flammersfeld als Bürgermeister tätig. Während seiner Flammersfelder Amtstätigkeit wurden auf seine Initiative hin die Straßen von Flammersfeld nach Neuwied und Hamm an der Sieg (heute Teil der Bundesstraße 256) und die Straße von Flammersfeld über Asbach nach Honnef an den Rhein (heute Landesstraße 272) gebaut um den Bauern einen besseren Transport ihrer Produkte zu den Absatzmärkten zu ermöglichen. Weiterhin gründete er in seiner Flammersfelder Amtszeit den „Hülfsverein zur Unterstützung unbemittelter Landwirte“.

## Bürgermeister
Die Bürgermeister, ab 1927 Amtsbürgermeister, von Flammersfeld waren:
- 1817–1842 Peter Ginsberg
- 1842–1848 Mathias Sanner
- 1848–1852 Friedrich Wilhelm Raiffeisen
- 1852–1854 Schneider (Beigeordneter, provisorische Verwaltung)
- 1854–1904 Franz Kurtz
- 1904–1906 Friedrich Hommer
- 1907–1910 Karl Beck
- 1910–1928 Fritz Heymann
- 192300000 Franz-Josef Wuermeling (Juli bis September, kommissarischer Amtsverweser)
- 1928–1942 Heinrich Becker
- 1942–1944 vakant
- 1944–1945 Peter Klaes (bis März 1945)
- 194500000 Emil Müller (März bis April)
- 1945–1946 Johann Quartier
- 1946–1968 Eugen Schmidt